# Middlecliffe
Middlecliffe – osada w Anglii, w hrabstwie ceremonialnym South Yorkshire, w dystrykcie metropolitalnym Barnsley. Leży 20 km na północny wschód od miasta Sheffield i 241 km na północ od Londynu.